# نشانی از ذن
نشانی از ذن یا اندکی ذن (انگلیسی: A Touch of Zen) فیلمی تایوانی در ژانر فانتزی، رزمی و ووشیا به کارگردانی کینگ هو است که در سال ۱۹۷۱ منتشر شد. از بازیگران آن می‌توان به روی چیائو اشاره کرد.